# Matěj Smrž
Matěj Smrž (* 1. prosince 1984 České Budějovice) je český profesionální motocyklový závodník v současnosti působící v Mezinárodním mistrovství Německa - IDM.

## Závodní kariéra
- 1995 – 1. místo Minibike50 automat MTS
- 1996 – 2. místo Evropa50 Dandy
- 1997 – 1. místo Evropa50 Simson
- 1998 – 1. místo Evropa50 Simson, v tomto roce poprvé na závěr sezóny Most třída 125 s Hondou – 2. místo v PČR a Juniorech, 3. místo v MČR
- 1999 – 1. místo MČR junior 125 Honda, 3. místo MČR 125 Honda
- 2000 – MEZ Mistrovství České republiky 125 cm³, Mistrovství Evropy 125 cm³
- 2001 – MEZ MČR 125 cm³ – 1. místo, Mistrovství Evropy 125 cm³ – 17. místo
- 2002 – MEZ MČR 125 cm³ – 5. místo, Mistrovství Evropy 125 cm³ – 15. místo
- 2003 – Mistrovství Evropy Superstock 1000, MEZ MČR třída Supestock 1000
- 2004 – Mistrovství Evropy Superstock 1000, MEZ MČR třída Supestock 1000 (pouze dva závody)
- 2005 – Závod MEZ MČR Brně, třída Superstock 600 – 1. místo
- 2006 – Superstock FIM Cup 1000 – celkově 22. místo
- 2007 – Superstock FIM Cup 1000 – celkově 12. místo, nejlepší výsledek 3. místo Silverstone
- 2008 – Superstock FIM Cup 1000 – celkově 6. místo, (1. místo Magny Cours, 2. místo Monza)
- 2009 – World Supersport - stálý účastník, 4× IDM – německé mistrovství Superbike – 1× 1. místo, 1× 3. místo, 1× 4. místo
- 2010 – IDM Superbike – celkově 10. místo (89 bodů), nejlepší výsledeky 2. místo Assen, 3. místo Hockenheim
- 2011 – IDM Superbike – celkově 5. místo (161 bodů), nejlepší výsledky 4× 1. místo, 1× 3. místo
- 2012 – IDM Superbike – celkově 5. místo (184 bodů), nejlepší výsledky 4× 1. místo, 3× 2. místo

## Statistiky

### Mistrovství světa superbiků (World Superbike)
| Legenda k tabulce | Legenda k tabulce                                                                       |
| Barva             | Výsledek                                                                                |
| ----------------- | --------------------------------------------------------------------------------------- |
| Zlatá             | Vítěz                                                                                   |
| Stříbrná          | 2. místo                                                                                |
| Bronzová          | 3. místo                                                                                |
| Zelená            | Bodované umístění                                                                       |
| Modrá             | Nebodované umístění                                                                     |
| Modrá             | Dokončil neklasifikován (NC)                                                            |
| Fialová           | Odstoupil (Ret)                                                                         |
| Červená           | Nekvalifikoval se (DNQ)                                                                 |
| Červená           | Nepředkvalifikoval se (DNPQ)                                                            |
| Černá             | Diskvalifikován (DSQ)                                                                   |
| Bílá              | Nestartoval (DNS)                                                                       |
| Bílá              | Závod zrušen (C)                                                                        |
| Světle modrá      | Pouze trénoval (PO)                                                                     |
| Světle modrá      | Páteční testovací jezdec (TD)                                                           |
| Bez barvy         | Netrénoval (DNP)                                                                        |
| Bez barvy         | Vyřazen (EX)                                                                            |
| Bez barvy         | Nepřijel (DNA)                                                                          |
| Bez barvy         | Odvolal účast (WD)                                                                      |
| Bez barvy         | Nezúčastnil se (prázdné)                                                                |
| Označení          | Význam                                                                                  |
| Tučnost           | Pole position                                                                           |
| Kurzíva           | Nejrychlejší kolo                                                                       |
| †                 | Jezdec nedojel do cíle, ale byl klasifikován, protože odjel více než 90 % délky závodu. |
| ‡                 | Byl udělován poloviční počet bodů, protože bylo odjeto méně než 75 % délky závodu.      |
| Horní index       | Umístění bodujících jezdců ve sprintu                                                   |

| rok  | třída           | motocykl | 1       | 2       | 3       | 4       | 5       | 6       | 7       | 8       | 9       | 10      | 11     | pozice | body |
| ---- | --------------- | -------- | ------- | ------- | ------- | ------- | ------- | ------- | ------- | ------- | ------- | ------- | ------ | ------ | ---- |
| 2006 | Superstock 1000 | Honda    | SPA Ret | ITA 17  | GBR 14  | RSM 8   | CZE Ret | GBR DNS | NED Ret | GER Ret | ITA 14  | FRA Ret |        | 24.    | 13   |
| 2007 | Superstock 1000 | Honda    | GBR 19  | SPA 8   | NED 9   | ITA 17  | GBR 3   | RSM 13  | CZE 10  | GBR 11  | GER 13  | ITA Ret | FRA 11 | 12.    | 52   |
| 2008 | Superstock 1000 | Honda    | SPA Ret | NED 7   | RSM 2   | GER 5   | RSM Ret | CZE 8   | GBR Ret | GBR Ret | ITA SBK | FRA 1   | POR 5  | 6.     | 84   |
| 2009 | Supersport      | Triumph  | AUS 16  | QAT Ret | SPA Ret | GER Ret | - DNS   | - DNS   | - DNS   | - DNS   | - DNS   | - DNS   | - DNS  | NC     | 0    |

### Internationale Deutsche Motorradmeisterschaft (IDM)
| Legenda k tabulce | Legenda k tabulce                                                                       |
| Barva             | Výsledek                                                                                |
| ----------------- | --------------------------------------------------------------------------------------- |
| Zlatá             | Vítěz                                                                                   |
| Stříbrná          | 2. místo                                                                                |
| Bronzová          | 3. místo                                                                                |
| Zelená            | Bodované umístění                                                                       |
| Modrá             | Nebodované umístění                                                                     |
| Modrá             | Dokončil neklasifikován (NC)                                                            |
| Fialová           | Odstoupil (Ret)                                                                         |
| Červená           | Nekvalifikoval se (DNQ)                                                                 |
| Červená           | Nepředkvalifikoval se (DNPQ)                                                            |
| Černá             | Diskvalifikován (DSQ)                                                                   |
| Bílá              | Nestartoval (DNS)                                                                       |
| Bílá              | Závod zrušen (C)                                                                        |
| Světle modrá      | Pouze trénoval (PO)                                                                     |
| Světle modrá      | Páteční testovací jezdec (TD)                                                           |
| Bez barvy         | Netrénoval (DNP)                                                                        |
| Bez barvy         | Vyřazen (EX)                                                                            |
| Bez barvy         | Nepřijel (DNA)                                                                          |
| Bez barvy         | Odvolal účast (WD)                                                                      |
| Bez barvy         | Nezúčastnil se (prázdné)                                                                |
| Označení          | Význam                                                                                  |
| Tučnost           | Pole position                                                                           |
| Kurzíva           | Nejrychlejší kolo                                                                       |
| †                 | Jezdec nedojel do cíle, ale byl klasifikován, protože odjel více než 90 % délky závodu. |
| ‡                 | Byl udělován poloviční počet bodů, protože bylo odjeto méně než 75 % délky závodu.      |
| Horní index       | Umístění bodujících jezdců ve sprintu                                                   |

- * právě probíhající sezona

| rok   | Třída     | motocykl | 1       | 1       | 2     | 2      | 3       | 3       | 4       | 4       | 5      | 5       | 6       | 6       | 7       | 7       | 8       | 8       | pozice | body |
| rok   | Třída     | motocykl | R1      | R2      | R1    | R2     | R1      | R2      | R1      | R2      | R1     | R2      | R1      | R2      | R1      | R2      | R1      | R2      | pozice | body |
| ----- | --------- | -------- | ------- | ------- | ----- | ------ | ------- | ------- | ------- | ------- | ------ | ------- | ------- | ------- | ------- | ------- | ------- | ------- | ------ | ---- |
| 2010  | Superbike | Honda    | LSZ Ret | LSZ Ret | OSL 7 | OSL 10 | NBG 5   | NBG Ret | SAS 15  | SAS 10  | SZG 13 | SZG Ret | SCH Ret | SCH 9   | ASN Ret | ASN 2   | HOK 6   | HOK 3   | 10.    | 89   |
| 2011  | Superbike | KTM      | LSZ 6   | LSZ 4   | OSL 1 | OSL 1  | NBG Ret | NBG 1   | SAS 3   | SAS Ret | SZG 11 | SZG Ret | SCH 1   | SCH 5   | RBR Ret | RBR 10  | HOK CNC | HOK Ret | 5.     | 161  |
| 2012  | Superbike | Yamaha   | LSZ 1   | LSZ DNF | OSL 1 | OSL 2  | NBG DNF | NBG 5   | RBR DNF | RBR Ret | ASN 4  | ASN 1   | SCH 1   | SCH Ret | SAS DNS | SAS DNS | HOK 2   | HOK 2   | 5.     | 184  |
| *2013 | Superbike | Yamaha   | LSZ DNF | LSZ 2   | ZDR * | ZDR *  | OSL *   | OSL *   | RBR *   | RBR *   | SCH *  | SCH *   | SAS *   | SAS *   | HOK *   | HOK *   | LSZ *   | LSZ *   | *6.    | *20  |